# Phillip von Doepp
Phillip von Doepp (ur. 8 maja 1885, zm. 15 października 1967 w Los Angeles) – niemiecki inżynier i konstruktor lotniczy, zatrudniony w koncernie Junkersa, pionier badań nad zastosowaniem skrzydeł z odwróconym skosem. 

## Życiorys
Studia inżynierskie skończył na uniwersytecie w Sankt Petersburgu. W latach 1910–1912 pracował w laboratorium badawczym w Akwizgranie. W 1912 wyjechał jednak do Rosji, by kontynuować karierę akademicką. Mówił płynnie po rosyjsku. Wrócił do Niemiec po I wojnie światowej. W 1919 został zatrudniony w zakładach Junkersa. Zajmował się aerodynamiką. Pracował nad zmianą ustawienia skrzydeł w samolotach i montowaniem skrzydeł z ujemnym skosem. Jego projekty zastosowano w czasie II wojny światowej do budowy odrzutowego bombowca Junkers Ju 287. Pracował także nad układami kierowania rakiet, z powodu czego w ramach operacji Spinacz trafił 16 listopada 1945 do Stanów Zjednoczonych. Do 1947 pracował w Wilbur Wright Field. Do 1961 pracował w Aeronautical Research Institute w Dayton.
Zmarł w Los Angeles. Pochowany na cmentarzu Forest Lawn.